# Chrysomelobia labidomerae
Espèce
Chrysomelobia labidomerae est une espèce d'acarien appartenant à la famille des Podapolipidae.
Ce sont des ectoparasites sous-élytraux d'insectes coléoptères de la famille des Chrysomelidae, en particulier de la chrysomèle de l'asclépiade (Labidomera clivicollis) (qui lui a donné son nom spécifique) et du doryphore (Leptinotarsa decemlinata).